# Parvoviridae
A Parvoviridae az egyszálú DNS-genommal rendelkező vírusok egyik családja; az ide tartozó fajok a parvovírusok. A csoportban jelenleg 2 alcsalád, 13 nemzetség és 56 faj található. A két alcsalád tagjai a gerinceseket (Parvovirinae), illetve a gerincteleneket (Densovirinae) fertőzik meg.
Az első ismert, emberi betegséget okozó faj a parvovírus B19 volt, amely a lepkehimlő betegségért (erythema infectiosum) felelős.

## Szerkezete
A parvovírusok egy 20-30 nm átmérőjű, meglehetősen ellenálló, lipidburok nélküli fehérjekapsziddal rendelkeznek, amely kb. 5 ezer bázisból álló, egyszálú DNS-genomjukat védelmezi. A genom vége hajtűszerűen visszahajlik és telomerként védi a molekula végeit. Ez a hajtű-struktúra a parvovírusok sajátsága és a másodlagos struktúra miatt megnehezíti a vírusok PCR-rel való detektálását. A parvovírusok meglehetősen ellenállóak, a környezetbe kerülve akár hónapokig vagy évekig is fertőzőképesek maradnak.
A család tagjainak T=1 szimmetriájú, ikozaéder formájú kapszidjuk van, amely 60 db, egyfajta fehérjéből (VP) álló alegységből tevődik össze. A család tagjainak egyedi tulajdonsága, hogy a kapszidfehérjének foszfolipáz-aktivitása van, vagyis képes lebontani a sejthártyát. A kísérletek szerint ezt a vírus akkor használja, miután endocitózissal bejutott a sejtbe: szétbontja vele az endoszóma membránját és bekerül a citoplazmába.

## Genom
A vírusgenom 4-6 ezer bázisból áll és a két végén 120-500 nukleotidnyi palindrom szekvenciák vannak, amelyek egymáshoz kapcsolódva stabilizálják a jellegzetes hajtűszerkezetet. Ezek a szekvenciák lehetnek azonosak vagy különbözőek a DNS-szál két végén. Az előbbi esetben a kapszidban lehet (+) és (-) szenzitású egyszálú DNS (a kettős hélix bármelyik szála); míg az utóbbi típusok döntően (-) szenzitású genomot csomagolnak be.
Minden parvovírusnak két nagy génje (nyílt leolvasási kerete) van: a nem-strukturális (vagy rep), amelyik a DNS-másolást elindító proteint kódolja; és a kapszidproteint kódoló VP vagy cap gén. Utóbbiról 2-6-féle, különböző hosszúságú fehérje készül. A Parvovirinae alcsalád tagjai 1-4 kis segédproteint is előállítanak, amelyek alig hasonlítanak egymásra és a különböző fajokban más-más a feladatuk. A legtöbb parvovírus ugyanabban az irányban és ugyanarról a szálról olvassa a génjeit. Kivétel a gerincteleneket fertőző Ambidensovirus, amely ambiszenz, vagyis a két gén más szálról kerül árírásra és irányultságuk is egymással szembemenő.
A replikációs fehérje (NS1) szekvenciaspecifikus endonukleáz és helikáz aktivitással rendelkezik. Az NS1 indítja el és viszi tovább a kulcspontjain a DNS-másolás sajátos, a parvovírusokra jellemző "guruló hajtű" módszerét (a baktériumoknál és plazmidoknál szokásos "guruló kör" analógiájára)

## Életciklus
A virionak először oda kell tapadnia a gazdasejt felületéhez. A B19 vírus esetén a célsejt a vörösvérsejtek prekurzora, a receptor pedig a P-vércsoportrendszer felszíni antigénje. Ezután a virion endocitózissal bejut a sejt belsejébe, szétvágja az endószomát és a sejt belső transzportrendszerével eljut a sejtmag egy pórusához. A 18-26 nm-es vírus elég kicsi ahhoz, hogy teljes egészében átférjen a póruson, bár arra is van bizonyíték, hogy a kapszid még ez előtt némi konformációs változáson esik át.
A sejtmagban az egyszálú vírusgenomot a sejt saját DNS-polimeráz enzimei kétszálúvá egészítik ki. A genomvégi hajtűk széttekerését és a behajló végek átvágását a virális NS1 végzi. Ezután a sejt enzimei mRNS-sé írják át a géneket. Mind az mRNS, mind a keletkező fehérjék utólagos módosításokon (előbbi splicingen, utóbbi foszforiláláson) mennek át. A kis nem-struktúrproteinek a génkifejeződést és vírusgenom másolását szabályozzák. Az elkészült kapszidfehérjékből összeáll a kapszid, amibe helikáz enzim által szétcsavart, egyszálú DNS-genom kerül.

## Osztályozás
A Parvoviridae család két alcsaládra és azokon belül összesen 13 nemzetségre oszlik:
- Densovirinae:
  - Ambidensovirus; 6 faj, típusfaj a Lepidoptera ambidenzovírus 1. Különböző rovarok a gazdaszervezetei
  - Brevidensovirus: 2 faj, típusfaj a Diptera brevidenzovírus 1. Legyeket fertőz
  - Hepandensovirus: 1 faj, típusfaj a Decapoda hepandenzovírus 1.  Tízlábú rák a gazdaállat
  - Iteradensovirus: 5 faj, típusfaj a Lepidoptera iteradenzovírus 1. Lepkéket fertőz meg
  - Penstyldensovirus: 1 faj, típusfaj a Decapoda penstyldenzovírus 1. Tízlábú rák a célszervezet
- Parvovirinae:
  - Amdoparvovirus: 2 faj, típusfaj a Ragadozó amdoparvovírus 1. nyérceket és rókákat fertőz
  - Aveparvovirus: 1 faj, típusfaj a Tyúkféle aveparvovírus 1. tyúkot és pulykát betegít meg
  - Bocaparvovirus: 12 faj, típusfaj a Patás bocaparvovírus 1. különböző emlősök, köztük majmok is
  - Copiparvovirus: 2 faj, típusfaj a Patás copiparvovírus 1.  sertés és szarvasmarha
  - Dependoparvovirus: 7 faj, típusfaj az Adeno-asszociált dependoparvovírus A. emlősök, madarak, hüllők
  - Erythroparvovirus: 6 faj, típusfaj a Főemlős eritroparvovírus 1. majmok, mókusok, szarvasmarha
  - Protoparvovirus: 5 faj, típusfaj a Rágcsáló protoparvovírus 1.  különböző emlősök, köztük majmok
  - Tetraparvovirus: 6 faj, típusfaj a Főemlős tetraparvovírus 1. majmok, denevérek, sertés, szarvasmarha, juh

Az embert öt nemzetség tagjai képesek megfertőzni: a Bocaparvovirus (humán bocavírus 1–4), Dependoparvovirus (adeno-asszociált vírus 1–5), Erythroparvovirus (parvovírus B19), Protoparvovirus (bufavírus 1–2) és Tetraparvovirus (humán parvovírus 4 G1–3).

## Fordítás
- Ez a szócikk részben vagy egészben  a   Parvoviridae című angol Wikipédia-szócikk ezen változatának fordításán alapul.  Az eredeti cikk szerkesztőit annak laptörténete sorolja fel. Ez a jelzés csupán a megfogalmazás eredetét és a szerzői jogokat jelzi, nem szolgál a cikkben szereplő információk forrásmegjelöléseként.